# Productontwikkeling
Productontwikkeling is het in ondernemingsverband ontwikkelen van (voor die onderneming) nieuwe producten of diensten zodat ze op de markt gebracht kunnen worden. Het kan gaan om concrete gebruiksvoorwerpen, en dan is er aanzienlijke overlap met industrieel ontwerpen, maar het kan ook gaan om bijvoorbeeld financiële producten (leningen, hypotheken, spaarvormen). Productontwikkeling kan worden voorafgegaan door (toegepast) wetenschappelijk onderzoek, en vaak zijn beide bezigheden gecombineerd in één afdeling voor research & development (R&D).